# Edwina Booth
Edwina Booth, pseudonimo di Josephine Constance Woodruff (Provo, 13 settembre 1904 – Long Beach, 18 maggio 1991), è stata un'attrice statunitense.

## Biografia
Nata da James Woodruff e da Josephine Booth, soffrì fin da bambina di ipoglicemia. Il padre si ammalò nel 1919 di influenza spagnola e dopo la sua lenta guarigione, nel 1921, tutta la famiglia si trasferì dallo Utah a Venice, in California. Appassionata di cinema, la giovane Josephine riuscì a ottenere a Hollywood un provino e fu così scelta per due piccole parti nei film Il filo di Arianna (1928) di Dorothy Arzner e Ragazze americane (1929), con Joan Crawford, che Josephine recitò sotto il nome di Edwina Booth, avendo unito il nome dello zio paterno Edwin al cognome materno Booth.
Nel 1929 ebbe la parte di protagonista femminile nel film Trader Horn, con Duncan Renaldo e Harry Carey. Il film, prodotto dalla MGM, fu girato in Africa in condizioni ambientali difficili e le riprese durarono molti mesi. Uscì nelle sale nel 1931 ed ebbe un buon successo di pubblico, oltre a essere proposto all'Academy Award quale miglior film dell'anno.
Dopo aver recitato nei film The Vanishing Legion (1931), The Midnight Patrol, L'agonia di una stirpe e Trapped in Tijuana (1932), Edwina Booth vide peggiorare seriamente la sua salute e citò la MGM per un milione di dollari, sostenendo che le sue cattive condizioni erano state causate dalla pessima organizzazione tenuta durante le riprese in Africa del film Trader Horn. Ottenne 35.000 dollari per curarsi in ospedali europei e tornò negli Stati Uniti nel 1936. Naturalmente, nessuna casa cinematografica volle più avere a che fare con lei.
Si sposò tre volte, l'ultima delle quali nel 1959 con Reinhold Fehlberg, che la lasciò vedova nel 1984. Edwina Booth, che era una fedele della Chiesa mormone, morì, da tempo dimenticata dall'opinione pubblica, nel 1991 in una casa di cura di Long Beach e fu sepolta accanto al marito nel Woodlawn Memorial Cemetery di Santa Monica.

## Filmografia

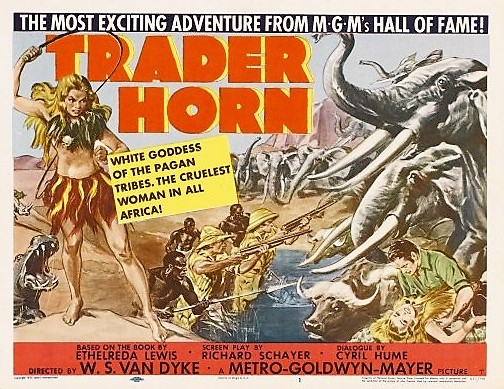
Poster del film Trader Horn

- Il filo di Arianna (1928)
- Ragazze americane (1929)
- Trader Horn (1931)
- The Vanishing Legion (1931)
- The Midnight Patrol (1932)
- L'agonia di una stirpe (1932)
- Trapped in Tia Juana (1932)

## Fonti
- Biografia Archiviato il 23 maggio 2009 in Internet Archive.
- Necrologio del NYT